# Drosophilinae
Los drosofilinos (Drosophilinae) son la subfamilia más grande en Drosophilidae. La otra subfamilia es Steganinae.

## Filogenia
Muchos estudios moleculares se han dirigido a partes pequeñas del árbol filogenético. La mayoría de estos estudios está limitado a especies del género Drosophila. El género Drosophila es parafilético ya que varios géneros, como Zaprionus, Scaptomyza y Lordiphosa, eatán colocados dentro del género. La posición de las especies en negrita, en el árbol filogenético es al menos razonablemente bien apoyado por existir evidencia molecular.
Tribu: Drosophilini
Subtribu: Colocasiomyina
Género: Baeodrosophila
Género: Colocasiomyia
Género: Palmomyia
Género: Palmophila
Subtribu: Drosophilina 
Infratribu: Drosophiliti
Género: Bialba
Género: Calodrosophila
Género: Celidosoma
Género: Chymomyza
Género: Dicladochaeta
Género: Hypselothyrea
Género: Jeannelopsis
Género: Lissocephala
Género: Marquesia
Género: Microdrosophila
Género: Mulgravea
Género: Neotanygastrella
Género: Paraliodrosophila
Género: Poliocephala
Género: Protochymomyza
Género: Scaptodrosophila
Género: Sphaerogastrella
Género: Styloptera
Género: Tambourella
Género: Zaropunis
Género: Drosophila incluye los siguientes géneros:
- Género: Dettopsomyia
- Género: Dichaetophora
- Género: Hirtodrosophila
- Género: Liodrosophila
- Género: Lordiphosa
- Género: Mycodrosophila
- Género: Paramycodrosophila
- Género: Phorticella
- Género: Samoaia
- Género: Scaptomyza
- Género: Zaprionus
- Género: Zygothrica

Infratribu: Laccodrosophiliti
Género: Zapriothrica
Género: Laccodrosophila
Tribu: Cladochaetini
Género: Cladochaeta
Género: Diathoneura
Tribu desconocida:
Género: Miomyia
Género: Collessia
Género: Balara
Para especies de estos géneros, ver Taxodros